# Алексеев, Александр Емельянович
Алекса́ндр Емелья́нович Алексе́ев (1891—1975) — советский электротехник. Доктор технических наук, профессор. Член-корреспондент АН СССР. Лауреат двух Сталинских премий.

## Биография
Родился 15 (27 ноября) 1891 года в дер. Сорокино Кашинского уезда (ныне Кашинский район, Тверская область). Начал трудовую деятельность в Ленинграде на заводе «Электрик», одновременно поступил на учёбу в Электротехнический институт (впоследствии переименованный в ЛЭТИ имени В.И. Ульянова (Ленина)). Ещё в студенческие годы, под руководством профессора Я.М. Гаккеля, им были спроектированы тяговые двигатели ПТ-100 для первого советского тепловоза. Затем участвовал в разработке конструкции первых советских тяговых двигателей для трамвая.
После окончания института в 1925 году он работает заведующим отделом новых конструкций, а затем техническим директором ленинградского завода «Электрик». Под руководством А. Е. Алексеева были разработаны первенцы советской энергетики: гидрогенераторы для Волховской, Земо-Авчальской, Рионской, Свирской ГЭС; крупнейшие в мире в те годы Днепровские гидрогенераторы, серии турбогенераторов до 50 МВт и другие крупные электрические машины, обеспечивающие выполнение плана ГОЭЛРО.
В 1932—1975 годах А. Е. Алексеев работает в ЛИИЖТ, консультируя по проектированию крупных электрических машин на заводе «Электросила», а затем специалистов Новочеркасского и Тбилисского электровозостроительного заводов и других.
С 1936 года — профессор, заведующий кафедрой «Электрические машины», а в 1943—1953 годах — декан энергетического факультета ЛИИЖТ. Доктор технических наук (1938) без защиты диссертации.
В годы Великой Отечественной войны А. Е. Алексеев руководил созданием автоматической рельсосварочной машины РКСМ-200-201. Серийный выпуск этой машины в 1945 году имел огромное значение для восстановления разрушенных железных дорог.
В послевоенные годы А. Е. Алексеев консультировал проекты тяговых электродвигателей для электровозов переменного тока. За высокую надежность тяговый двигатель НБ418К был отмечен присвоением Государственных знаков качества электровозам ВЛ80Т и ВЛ80Р. Как шеф-электрик, участвовал в работе ленинградского завода «Электросила».
Под руководством А. Е. Алексеева созданы первые в СССР макетные локомотивы с асинхронными двигателями и частотным управлением. По результатам испытаний макетных образцов промышленностью были созданы опытный электровоз ВЛ80А-751 мощностью 9600 кВт и опытный тепловоз ТЭ-120-001 мощностью 4000 л. с.
Член-корреспондент АН СССР (с 23 октября 1953 года) по отделению технических наук (электромашиностроение). Работал в институте ВНИИЭМ. Труды по электрическим машинам, электрической тяге.
Умер 16 мая 1975 года в Ленинграде. Похоронен в посёлке Комарово (Ленинградская область).

## Награды и премии
- Сталинская премия третьей степени (1949) — за создание рельсосварочной машины
- Сталинская премия второй степени (1951) — за учебник для средней школы «Экономическая география зарубежных стран», 11 издание (1950)
- орден Ленина
- орден Трудового Красного Знамени
- медали

## Труды
- монография «Тяговые электрические машины».
- монография «Конструкция электрических машин» (за книгу вторично присуждена Сталинская премия, 1951).

Обе книги переиздавались в СССР 5 раз и были переведены на иностранные языки.